# 조지 투포우 1세
조지 투포우 1세(영어: George Tupou I, 1797년 12월 4일 ~ 1893년 2월 18일)는 현 통가 왕국의 초대 국왕이다. 원어명은 타우파아하우 1세(Tāufaʻāhau I)이다.
본래 하파이 제도의 일부 영토만을 가지고 있었으나, 바바우, 통가타푸 등 다른 섬들로 영역을 확장하여 통가를 통합했다. 1885년에는 통가 자유 교회를 설립했다.